# Deutsche Poolbillard-Meisterschaft 2016 (Rollstuhlfahrer)
Die Deutsche Poolbillard-Meisterschaft 2016 war die achte Austragung zur Ermittlung der nationalen Meistertitel der Rollstuhlfahrer in der Billardvariante Poolbillard. Sie wurde vom 8. bis 13. November 2016 in der Wandelhalle in Bad Wildungen im Rahmen der Deutschen Billard-Meisterschaft ausgetragen.
Es wurden die Deutschen Meister in den Disziplinen 8-Ball, 9-Ball und 10-Ball ermittelt.

## Medaillengewinner
| Disziplin | Gold                              | Silber                         | Bronze                         | Bronze                         |
| --------- | --------------------------------- | ------------------------------ | ------------------------------ | ------------------------------ |
| 8-Ball    | Manfred Gattinger (1. PBC Passau) | Tankred Volkmer (PBC Backnang) | Joachim Schuler (BC Blaustein) | Volker Weiß (BSC Münster)      |
| 9-Ball    | Manfred Gattinger (1. PBC Passau) | Joachim Schuler (BC Blaustein) | Tankred Volkmer (PBC Backnang) | Andreas Klitzsch (BSC Münster) |
| 10-Ball   | Manfred Gattinger (1. PBC Passau) | Joachim Schuler (BC Blaustein) | Volker Weiß (BSC Münster)      | Tankred Volkmer (PBC Backnang) |